# Ryszard Stanibuła
Ryszard Zbigniew Stanibuła (ur. 24 października 1950 w Rachaniach, zm. 9 lutego 2025) – polski polityk i lekarz weterynarii, poseł na Sejm II, III i IV kadencji.

## Życiorys
Z zawodu lekarz weterynarii, studiował na Wydziale Weterynarii Akademii Rolniczej w Lublinie (ukończył w 1976); odbył studia podyplomowe w dziedzinie prawa rolnego na Università degli Studi di Camerino. Należał do Zjednoczonego Stronnictwa Ludowego, następnie przystąpił do Polskiego Stronnictwa Ludowego. W latach 1976–1991 był kierownikiem lecznicy dla zwierząt. Od 1984 do 1988 zasiadał w Wojewódzkiej Radzie Narodowej.
W latach 1993–1997 i 1998–2005 sprawował mandat posła II, III i IV kadencji (nie został wybrany w 1997, objął jednak mandat w następnym roku po zmarłym Ryszardzie Bondyrze). Pracował m.in. w Komisji Rolnictwa i Rozwoju Wsi i Komisji Zdrowia. W 2005, 2007, 2011 i 2019 bez powodzenia kandydował do Sejmu; w 2004 bezskutecznie ubiegał się o mandat posła do Parlamentu Europejskiego. W 2024 kandydował bez powodzenia na radnego Zamościa.
Zasiadał we władzach regionalnych lubelskiego PSL i w zarządzie głównym Związku Ochotniczych Straży Pożarnych. Był zatrudniony w Lubelskim Wojewódzkim Inspektoracie Weterynarii w Lublinie. Od 2015 był członkiem zarządu Związku Polskich Parlamentarzystów.

## Odznaczenia
- Złoty Krzyż Zasługi (2011)[5]